# Saurus

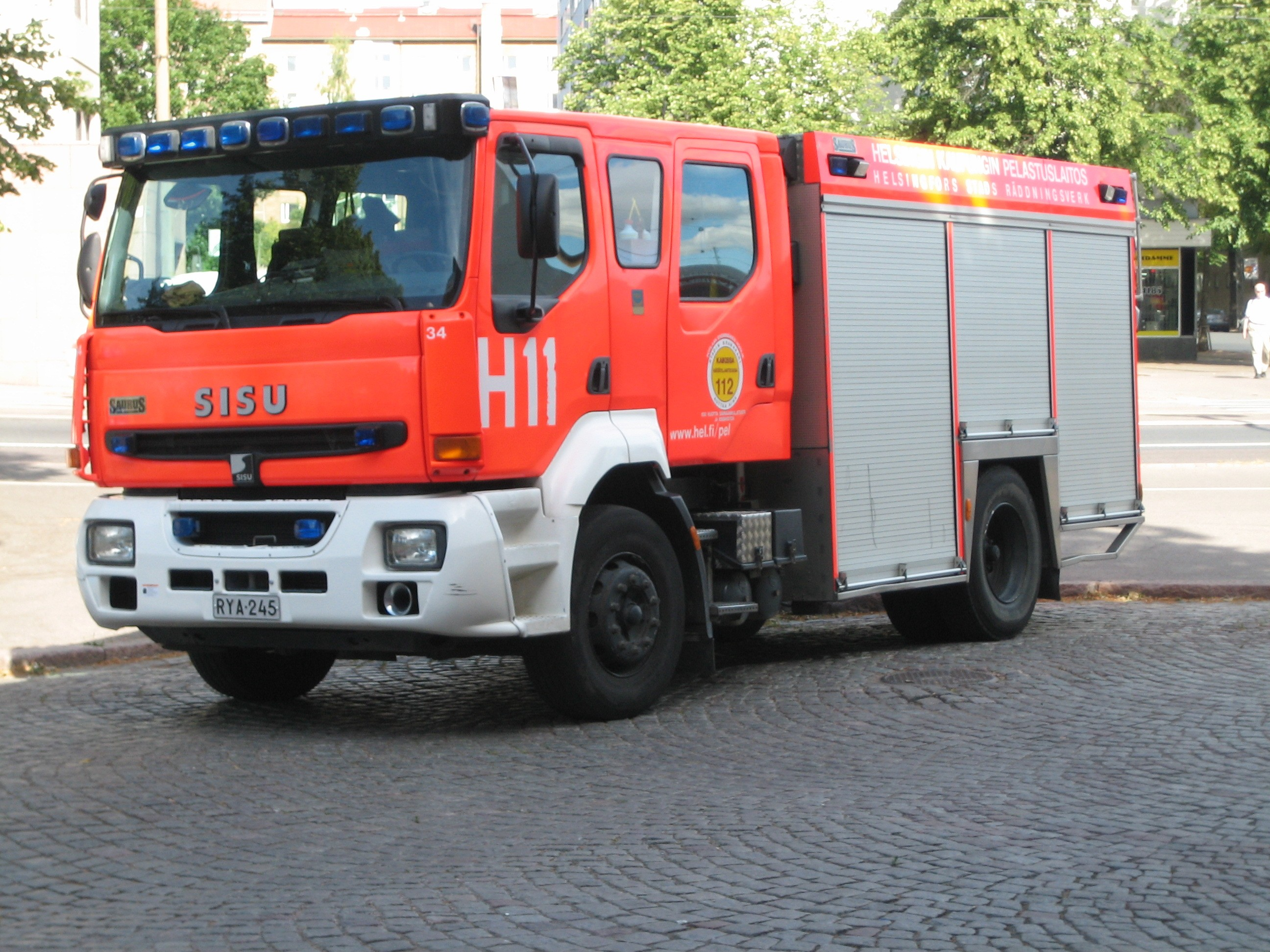
Släckfordon från Helsingfors stads räddningsverk

Saurus Oy , till 2017 Sammutin Oy, är en finländsk tillverkare av brand- och räddningsfordon i Säynätsalo i Jyväskylä. Företaget ingår i Nordic Rescue Group. 
Dåvarande Telinekeskus Oy, nuvarande Bronto Skylift Oy Ab sålde 1993 ut sin fabrik i Säynätsalo till företagsledningen. Denna fabrik tillverkade brandbilar. 
Saurus köptes 2020 av finländska Nordic Rescue Group,, som samma år också köpte finländska Vema Lift Oy och 2021 svenska Sala Brand AB.